# Hygiénisme
Ne doit pas être confondu avec Hygiénisme (Shelton).
 (décembre 2015).
L'hygiénisme est le principe selon lequel les pratiques politiques, sociales, architecturales et urbanistiques doivent suivre les règles de préservation de l'hygiène et de la prévention en santé publique, selon les prescriptions médicales et éventuellement diététiques.
La démarche de ses représentants qui relayent le discours médical inspiré par la théorie des miasmes est de guider la décision politique dans la gestion des masses par les apports des sciences, telles que l'épidémiologie ou la démographie, dans une optique d'optimisation des coûts sociaux et d'épanouissement de l'individu.
Cela a pu passer, par exemple, par le fait de concevoir des immeubles collectifs laissant pénétrer la lumière et la verdure, construire dans les hôpitaux des pavillons distincts pour chaque maladie, relier les immeubles à l'égout, rendre obligatoire les poubelles, ou organiser au niveau des municipalités des centres aérés pour les enfants.
Ce courant de pensée est né à la fin du XVIIIe siècle. Il se développe dans une société malade, où la tuberculose et l'alcoolisme étaient endémiques, où les épidémies de pestes et de choléra faisaient rage et où les guerres bouleversaient les pays européens. De 1826 à 1848, la deuxième pandémie de choléra qui s'est propagée d’Inde jusqu’en Amérique et au Canada, en passant par l’Europe, causa près de 52 000 morts en l'espace de seulement deux ans.
L'hygiénisme procède de la nouvelle conception de la matière et de ses échanges qu'a induit la découverte, faite en 1775 par Antoine Lavoisier, du rôle de l'oxydation dans la nature et dans le corps humain mais aussi dans l'agriculture et la production industrielle, partant dans toute l'économie et l'équilibre des finances. Il s'est ensuite développé grâce à la découverte, faite par Louis Pasteur en 1865, du rôle des micro-organismes dans la fermentation, la contamination et la contagion. L'historien Georges Vigarello trouve son fondement dans « le principe nouveau de rentabilité « combustive » [pour réorienter] les valeurs données à la nourriture, aux boissons, à l’air respiré, au travail, au repos, à la propreté d’un corps censé laisser pénétrer l’oxygène par la peau ».

## Reconfiguration politique, économique et sociale

### L'hygiène, un problème d'État
Au XIXe siècle, le bilan démographique de la France est alarmant, principalement à cause des disettes, des guerres et des épidémies. De plus, le rythme de vie des populations évolue avec l’industrialisation qui, dans les pays européens, va créer plusieurs exodes ; en 1800, 20 millions d’Européens vivent dans des villes de plus de 5 000 habitants, et un siècle plus tard ils sont près de 150 millions. Cette concentration urbaine des populations va poser des problèmes sanitaires importants puisque les villes sont surchargées et non adaptées. Les pouvoirs publics vont donc s’efforcer de développer l'urbanisme et les pratiques liées à la propreté de manière à les rendre accessibles à tous.

#### Personnel médical aux multiples facettes
Tout d'abord, le courant hygiéniste change profondément le paysage politique et professionnel français. Cela passera notamment par une meilleure formation et professionnalisation des soignants avec des religieuses qui vont progressivement laisser place aux infirmières, au départ volontaires, comme Florence Nightingale pendant la guerre de Crimée (1853-1856), pionnière des soins infirmiers modernes et de l’utilisation des statistiques dans le domaine de la santé. De plus, la laïcisation s’ancre dans la société française, ce qui vaudra en 1902 par le président du Conseil d’hygiène, Émile Combes, un décret obligeant les préfets à créer des écoles d’infirmières laïques.
Les médecins vont également avoir une meilleure formation mais aussi des contrôles plus réguliers. Nombre d'entre eux vont se lancer dans des carrières politiques de sénateurs ou de députés jusqu’en 1914. On peut notamment citer Louis René Villermé (médecin, économiste et statisticien français considéré comme pionnier de la médecine du travail) ou Jean Noël Hallé (tout premier médecin de Napoléon, instigateur de la vaccination et de l’enseignement de l’hygiène et membre de l’Académie nationale de médecine et de celle des sciences). De nombreux médecins deviennent donc aussi de véritables législateurs.
Le premier grand témoignage d’une politique française qui se veut hygiéniste, fut la création, en 1802, du premier Conseil d’hygiène au département de la Seine. On y retrouve justement un chimiste, deux pharmaciens et un vétérinaire, puis l’année suivante s’y adjoint le médecin Thouret, doyen de la Faculté de médecine de Paris.
Cette révolution sanitaire sera également, par la suite, structurée par la création d’institutions et de nombreuses lois. Les plus marquantes étant la création de l’Académie de médecine à Paris en 1820, l’inauguration de l’Institut Pasteur à Paris en 1888, ainsi que la loi française sur l’assistance médicale gratuite en 1893.
La Société de médecine publique et d'hygiène professionnelle tient sa première séance régulière à Paris le 29 juin 1877, sous la présidence d’Apollinaire Bouchardat, pharmacien et médecin, considéré comme le père de la diabétologie, dans l’une des salles de l’Hôtel des sociétés savantes, rue Danton. Reconnue d'utilité publique le 8 mars 1900, la Société adoptera plusieurs appellations successives qui reflètent l’évolution du regard de notre société sur la santé publique tout au long du XXe siècle :
- le 12 janvier 1910 : Société de médecine publique et de génie sanitaire ;
- le 17 mars 1966 : Société française d'hygiène, de médecine sociale et de génie sanitaire ;
- et depuis le 7 décembre 1992 : Société française de santé publique.

#### Impact de l’hygiène sur la santé politique et économique de l’État
L’État portera également beaucoup son attention sur l’hygiène à cause de l’impact économique et politique que cela peut avoir sur lui. En effet, cela s’est parfaitement illustré durant la guerre franco-prussienne (1870-1871) qui durera presque une année et fera d’énormes dégâts du côté français, notamment à cause de l’épidémie de variole qui parcourra les deux camps ; seulement, les militaires français n’avaient pas été vaccinés contrairement aux soldats allemands. Cela causera 139 000 morts dans les rangs français et 51 000 morts du côté allemand. De plus, les retombées politiques et économiques furent très importantes : la France dut céder l’Alsace, Strasbourg, une partie de la Lorraine et Metz. L’État dut également payer une indemnité de guerre de 5 milliards de francs-or, et tant que ce tribut n’est pas totalement payé (ce qui arrivera en 1873), les troupes allemandes occupent une partie de la France. En plus de cela, la France perdit une forte influence coloniale. C’est donc réellement à partir de là que la France s’est impliquée dans la doctrine hygiéniste et a développé les moyens nécessaires à son bon fonctionnement.

## Restructuration spatiale

### Adaptation des villes aux normes hygiénistes
Dans son livre L’épidémie de choléra de 1832 à Paris, Jacques Poulet écrit que « les gens qualifiés font jeter du fumier devant leur façade pour se protéger du bruit des carrosses. Pour peu qu’il ait plu, la rue est transformée en un cloaque noirâtre et puant où l’on s’enfonce jusqu’à mi-jambe… ». Il est donc impératif pour l'État de revoir l'espace urbain. En effet, hygiène rime aussi avec rentabilité et profit pour l’État français qui a tout intérêt à maintenir ses ouvriers en bonne santé mais il ne faut pas mettre de côté ses nombreux investissements dans des aménagements de toutes sortes.

#### Aménagements et modernisation des villes
En Égypte, on assiste à de multiples évolutions, principalement dans les villes d'Ismaïlia et de Port-Saïd. De nombreux médecins, ingénieurs et architectes européens contribuent au développement de ces villes. En effet, en 1843 le Conseil de Tanzîm du Caire met en place un projet « d’embellissement de la capitale et d’amélioration et de redressement de ses rues ». La moitié des ingénieurs et médecins qui composent ce projet sont Européens.
En juillet 1856 est déclaré que la Compagnie, entreprise qui dirige les opérations de la construction du canal de Suez, doit abriter ses ouvriers, entretenir un hôpital et des ambulances, soigner ses ouvriers et leur verser une paye pendant le temps de leur convalescence, que l’on peut assimiler aux prémices d’un système d’assurance maladie. Certains disent d’ailleurs à l’époque que ces villes sont bien plus propres et salubres que la plupart des villes françaises.
D’ailleurs en France, dans le même temps, on assiste à une haussmannisation de la ville de Paris : quantité de rues et de bâtisses sont détruites afin de reconstruire un espace urbain conforme aux normes hygiénistes. Les maisons individuelles deviennent des immeubles où cohabitent plusieurs classes sociales. En effet, l’important exode rural lié notamment à l’industrialisation fait gonfler la ville : on passe d’une densité par kilomètre carré de 11 000  à   29 000 habitants, alors qu’elle est en moyenne de 67 habitants pour le reste de la France. De ce fait, Paris prend de la hauteur : la largeur des rues doit être de 2/5 à 3/5 de la hauteur des maisons.
En 1854, Georges Eugène Haussmann et l'ingénieur Eugène Belgrand entreprennent l’assainissement de la ville, avec la construction de tout un réseau d'égouts, tout comme à Londres à la même époque, à la suite de l'épisode de la Grande Puanteur. À la fin du XIXe siècle, c'est le tout-à-l'égout qui supprime les fosses avec leurs vidanges périodiques et les voiries insalubres. Les immeubles, quant à eux, s'équipent peu à peu du gaz et de l'eau courante et on installe des lavoirs publics, des fontaines et des parcs dans les villes afin d’aérer et de purifier le corps et l’esprit.
C’est d’ailleurs à cette époque que furent aménagés le bois de Boulogne et le bois de Vincennes à Paris, Central Park à New-York ou encore celui de la Tête-d'Or à Lyon. Lyon est d’ailleurs une ville qui connaît de nombreuses améliorations hygiénistes avec la construction de bain douches, d’une pompe à vapeur, de fosses d’aisance, une usine d’incinération des déchets etc.. En 1883, Eugène Poubelle met en place un système obligeant les propriétaires d’immeubles à mettre à disposition de leurs locataires des récipients communs munis d’un couvercle et d’une capacité de 40 à 120 litres ; il prévoit aussi un système de tri de déchets. Il y a donc durant ce siècle de très nombreux aménagements mis en place, des aménagements quasi-révolutionnaires tant ils transforment le paysage urbain et le quotidien des habitants. Si l’hygiénisme vise plutôt à prévenir qu’à guérir, c’est tout naturellement qu’il affecte aussi la structure des hôpitaux.

#### Une nouvelle architecture hospitalière et des campagnes de vaccination
C’est grâce notamment aux travaux de Louis Pasteur qu’on décide de séparer les malades et de stériliser les outils médicaux afin d’éviter toute contagion. Chaque maladie, chaque malade est isolé au sein de pavillons, c’est ce que l’on appelle le principe de l'isolement : il définit un nouvel âge de l'hôpital. La nouvelle composition architecturale des hôpitaux en pavillons multiples facilite l'intégration de l'hôpital dans son environnement. Il est conçu comme un quartier, voire une cité-jardin.

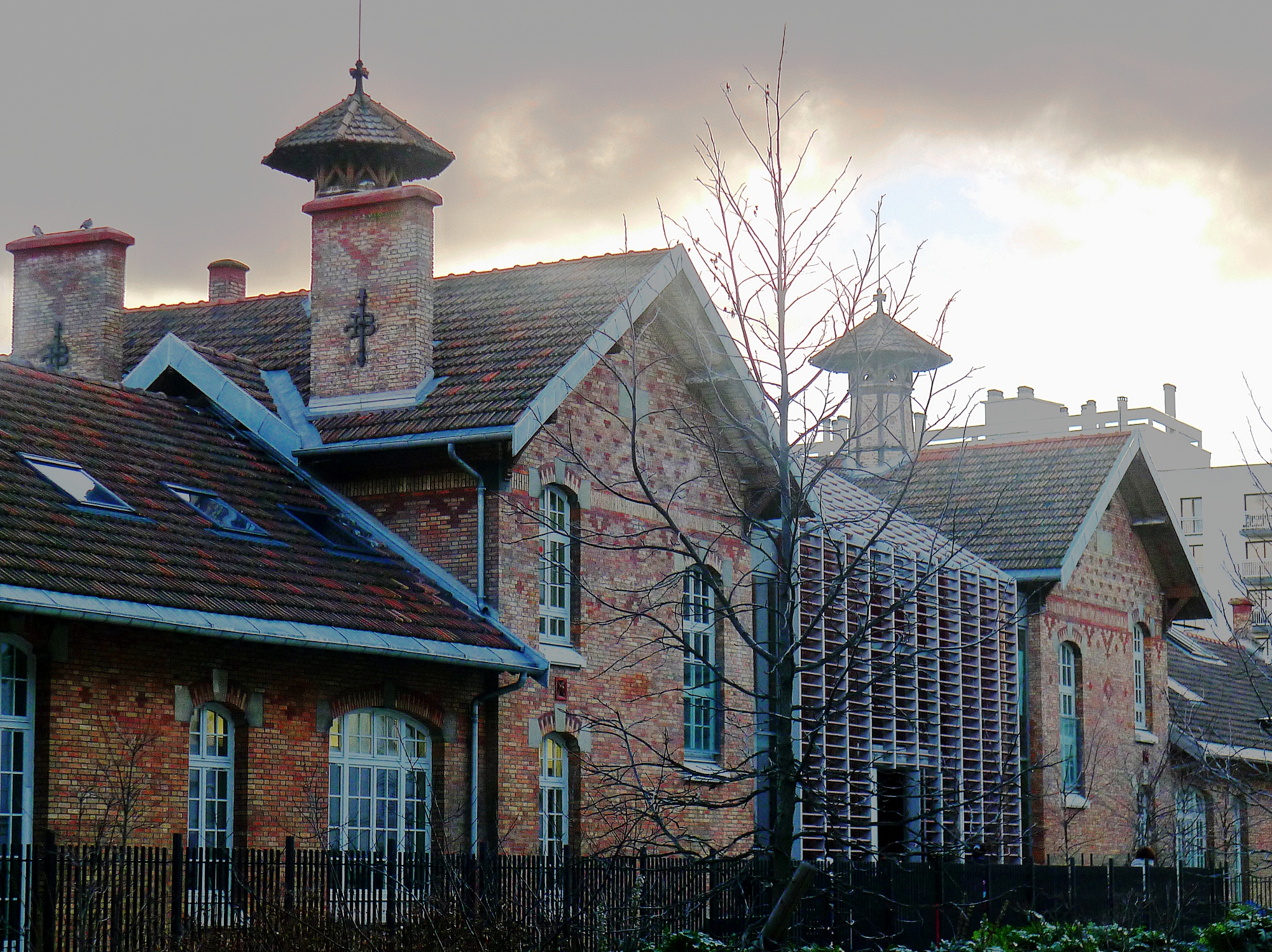
Pavillons de l'hôpital Boucicaut.

L'hôpital Boucicaut à Paris, construit en 1897, inaugure toute une série de constructions hospitalières sur ce modèle pavillonnaire, comme les hôpitaux pédiatriques Bretonneau et Trousseau en 1901, ou encore l'hôpital de contagieux Claude-Bernard en 1905. Ces nouvelles constructions hospitalières s’accompagnent d’importantes mesures vaccinales. C’est en 1853 au Royaume-Uni que pour la première fois un vaccin devient obligatoire pour les enfants, celui contre la variole. En France, le vaccin antivariolique ne devient obligatoire qu’en 1902 mais le pays connaît en 1885 la première injection du vaccin contre la rage sur un enfant mordu par un chien soupçonné d’être enragé.
La vaccination connaît dès ses débuts de nombreuses controverses mais s’installe peu à peu dans nos sociétés contemporaines. D’après les exemples précédents, nous avons vu que ces campagnes de vaccination visaient principalement la jeune population et c’est cette même population que les hygiénistes vont tenter d’éduquer tout au long du XIXe siècle concernant l’importance capitale de l’hygiène dans la vie quotidienne, ce qui va aussi affecter la structure de l’habitat tout comme l’hygiénisme a transformé l’architecture des hôpitaux.

## Nouveau mode de vie

### Installation de l'hygiène dans les mentalités et les foyers
L'État français va donc mettre beaucoup de moyens pour diffuser la doctrine hygiéniste, et pour ce faire, il va également restructurer les foyers et toucher les mentalités et les comportements des personnes qui les composent.

#### Nettoyer le corps et l’âme, de nouveaux enseignements
Et cela passe par les innovations scientifiques au service de la santé, qui vont petit à petit s’immiscer dans le quotidien des français, même si les nobles sont forcément les premiers touchés par ces innovations qu’ils ont les moyens de se payer.
On peut par exemple parler des water-closets, qui existent depuis la fin du XVIIIe siècle en Angleterre mais qui vont s’installer dans les foyers français vers la fin du XIXe siècle à la suite d'un arrêté préfectoral de 1883 qui fixe le nombre de cabinets à 1 pour 20 personnes. Les maisons bourgeoises adoptèrent très vite les water-closets et lui créeront même une pièce spéciale. Cela a mis plus de temps dans les logements ouvriers, en effet la loi était financièrement plus difficile à appliquer avec par exemple à Nancy en 1886, des logements ouvriers qui offraient pour 110 ménages, 8 cabinets au fond des cours d’immeubles, où les WC étaient généralement bouchés, non entretenus, mal ventilés, avec des portes qui ne fermaient pas ou étaient inexistantes.
Nous pouvons aussi évoquer le cas de la brosse à dents qui débarque en France au début du XIXe siècle et que Napoléon Ier démocratisa, notamment en en imposant une à chacun de ses soldats dans son paquetage. En ce qui concerne les enfants, l’hygiène bucco-dentaire reste dérisoire : les dents sont rarement brossées, seulement rincées, par crainte qu’elles ne soient trop fragiles.
De plus, on assiste à une séparation des pièces, hygiène commence dès la fin du XIXe siècle à rimer avec intimité au sein des foyers. Les odeurs deviennent de plus en plus spécifiques à chaque pièce. L'historien Alain Corbin dira dans son livre Le Miasme et la Jonquille que « traquer l’air confiné et les odeurs enfermées à l’intérieur des pièces de la maison devient ici la grande entreprise hygiéniste ». Avec des pièces prenant plus d’importance que d’autres comme la chambre conjugale, dans laquelle « les odeurs contribuent à faire de la chambre le miroir de l’âme ».
Ces nouvelles réglementations hygiénistes vont également se mettre en place dans les écoles, afin que la population soit sensibilisée dès son plus jeune âge et puisse également transmettre aux parents les bons gestes. En effet, après la défaite de la France contre la Prusse, l’hygiène devient une discipline scolaire avec des examens et même des prix, tout comme la gymnastique qui est valorisée, permettant de sculpter les corps et de discipliner l’esprit. On trouve désormais dans de très nombreux internats une infirmerie, une nourriture de meilleure qualité et en meilleure quantité, ainsi que des aménagements de structure des classes.
L’idée hygiéniste est donc qu’un corps sain sera celui d’un esprit sain. Par l’hygiène corporelle on vise aussi à nettoyer l’esprit, purifier la société en ces temps de « décadence ».

#### De nouvelles habitudes et innovations dans le foyer
On remarque que cette moralisation des comportements individuels ainsi que les avancées scientifiques au service de l’hygiène, ont porté leurs fruits. En effet, l’espérance de vie a légèrement augmenté et les mentalités ont fortement évolué.
Cela peut notamment se voir avec l’eau, en effet au XVIIe siècle, l’eau était considérée comme un danger car porteuse de maladies. Cependant avec toutes les politiques mises en place, l’eau est désormais considérée comme une protection ; elle pénètre l’intérieur du corps afin d’éliminer les déchets, et elle devient donc bénéfique. Cette sensibilisation permettra l’essor des bains publics ou en plein air ; de plus, l’eau est vue comme possédant des propriétés thérapeutiques, ce qui lance le commencement du thermalisme : la bourgeoisie française se rend à Deauville prendre des bains d’eau froide. De même, la mode est aux constructions en fer et en verre qui laissent passer la lumière, et aux matières « propres ». En 1880, naît la première salle de bain munie de son savon (qui se démocratisa fortement au cours du XIXe siècle : à partir de 1880, des manufactures sont capables de produire plus de 12 500 tonnes de savon par an), même si la toilette reste rudimentaire, en nettoyant juste les parties du corps visibles.
Les nouvelles normes hygiénistes restent tout de même à nuancer, puisque les hygiénistes parlent très peu de l’hygiène intime et en particulier féminine. On peut alors dire que bien que révolutionnaires, ces innovations et ces règles d’hygiène semblent encore rudimentaires et parfois même fausses.
La doctrine hygiéniste a donc révolutionné l’ensemble des sociétés occidentales tant ses enjeux politiques, économiques et sociaux étaient cruciaux et ses applications variées : médecine, architecture, urbanisme, crémation, etc. On peut ainsi mettre à son actif le développement des réseaux d’égouts, le traitement des eaux usées, le ramassage des déchets, la prophylaxie ou encore la lutte contre la tuberculose.
C’est dans le domaine de l’urbanisme que les théories hygiénistes ont connu le plus grand nombre d’applications : face aux transformations induites par la révolution industrielle, elles préconisent notamment d’ouvrir les villes « intra muros » souvent délimitées par d’anciennes fortifications, afin de permettre une meilleure circulation de l’air et un abaissement de la densité de population. Les préfets Rambuteau et Haussmann à Paris mettront pour partie en pratique certaines de ces préconisations, notamment la création des transports en commun qui permettent à la ville de s’étendre. L’hygiénisme est également à l’origine du comblement de certains bras de fleuves (la Loire avec les comblements de Nantes, la Seine à Paris, le voûtement de la Senne à Bruxelles).
La mise en pratique des préconisations des théories hygiénistes a également permis la disparition des grandes épidémies et un allongement significatif de l’espérance de vie.
Ainsi, le courant hygiéniste est né et a évolué au fil des découvertes scientifiques ainsi que des guerres et des épidémies qui ont chamboulé ce XIXe siècle. On assiste alors à un réel basculement des mentalités et des pratiques concernant l’hygiène, que ce soit au sein de l'espace public ou privé.

## Développements ultérieurs

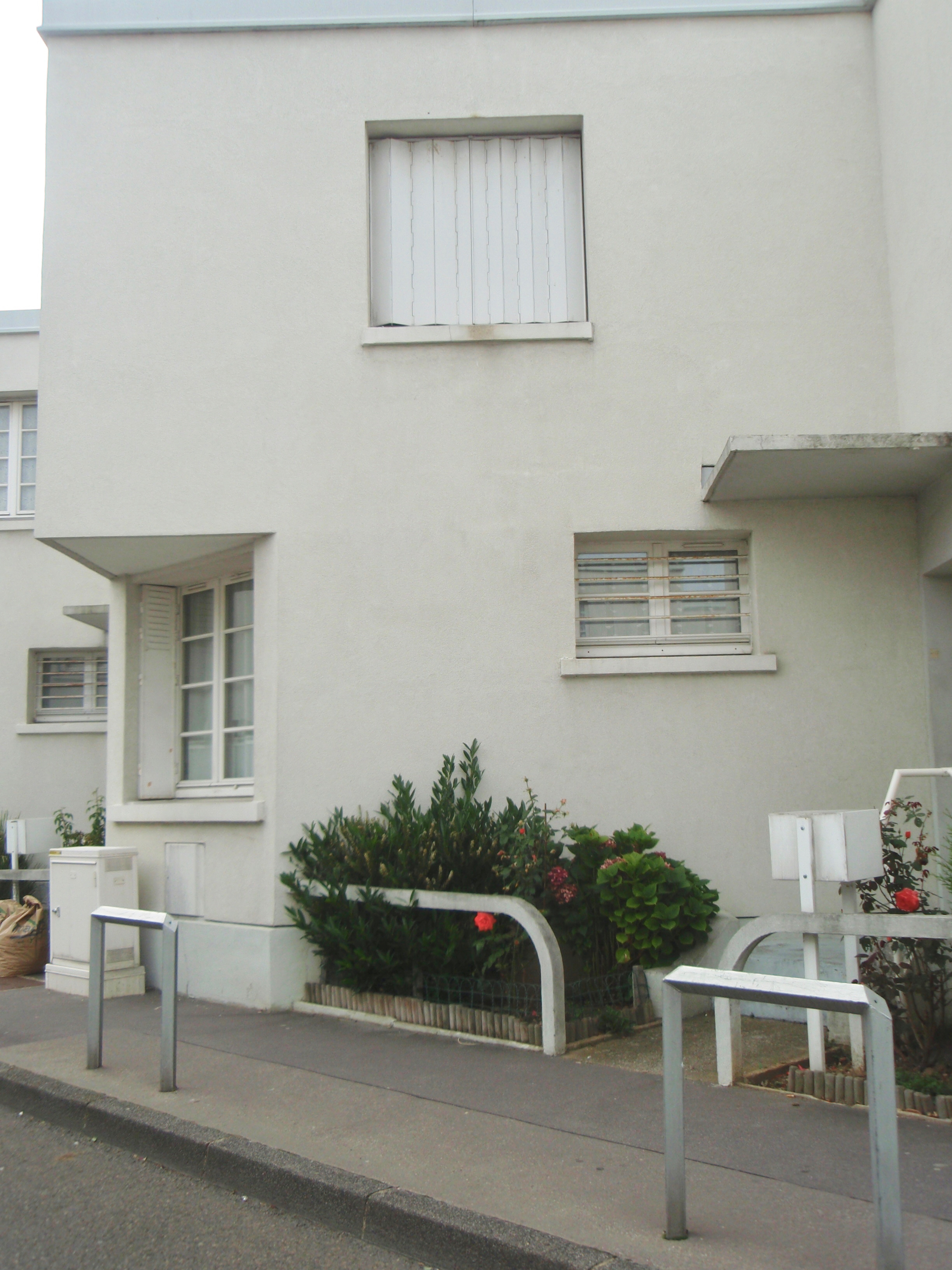
Les Dents de Scie, construite en 1931 à Trappes.

L’hygiénisme est à l’origine du développement de la pratique sportive en France, avec la construction de stades dédiés et la naissance de compétitions (cf. Jeux olympiques, P. de Coubertin), l’activité physique étant devenue un moyen de se maintenir en bonne santé (elle reste toutefois l’apanage de la haute-société jusqu’à sa démocratisation au XXe siècle).
Dans le prolongement des théories hygiénistes, le mouvement hygiéniste se présente comme un mouvement essentiellement architectural principalement animé par la volonté de lutter contre l'insalubrité des logements parisiens et la propagation de la tuberculose qui constitue alors un enjeu de santé publique de premier ordre.
Le Congrès international d'assainissement et de salubrité de l'habitation qui se tient à Paris en 1904 est l'occasion de promouvoir une architecture scientifique en s'inspirant du modèle hospitalier et des sanatoriums.
C'est pour partie dans le cadre scolaire que de multiples applications du mouvement hygiéniste vont voir le jour. La Troisième république accorde une place centrale au développement d'une école républicaine de qualité.
Dans de nombreux établissements, l'oxygénation et l'ensoleillement des classes sont calculés scientifiquement de façon à être optimisés pour les jeunes élèves.
On peut ainsi aujourd'hui remarquer que la plupart des écoles construites durant cette période obéissent au même schéma. On retrouve la salle de classe des garçons avec à l'étage la chambre de l'instituteur et la salle de classe des filles avec au-dessus le logement de fonction de l'institutrice.

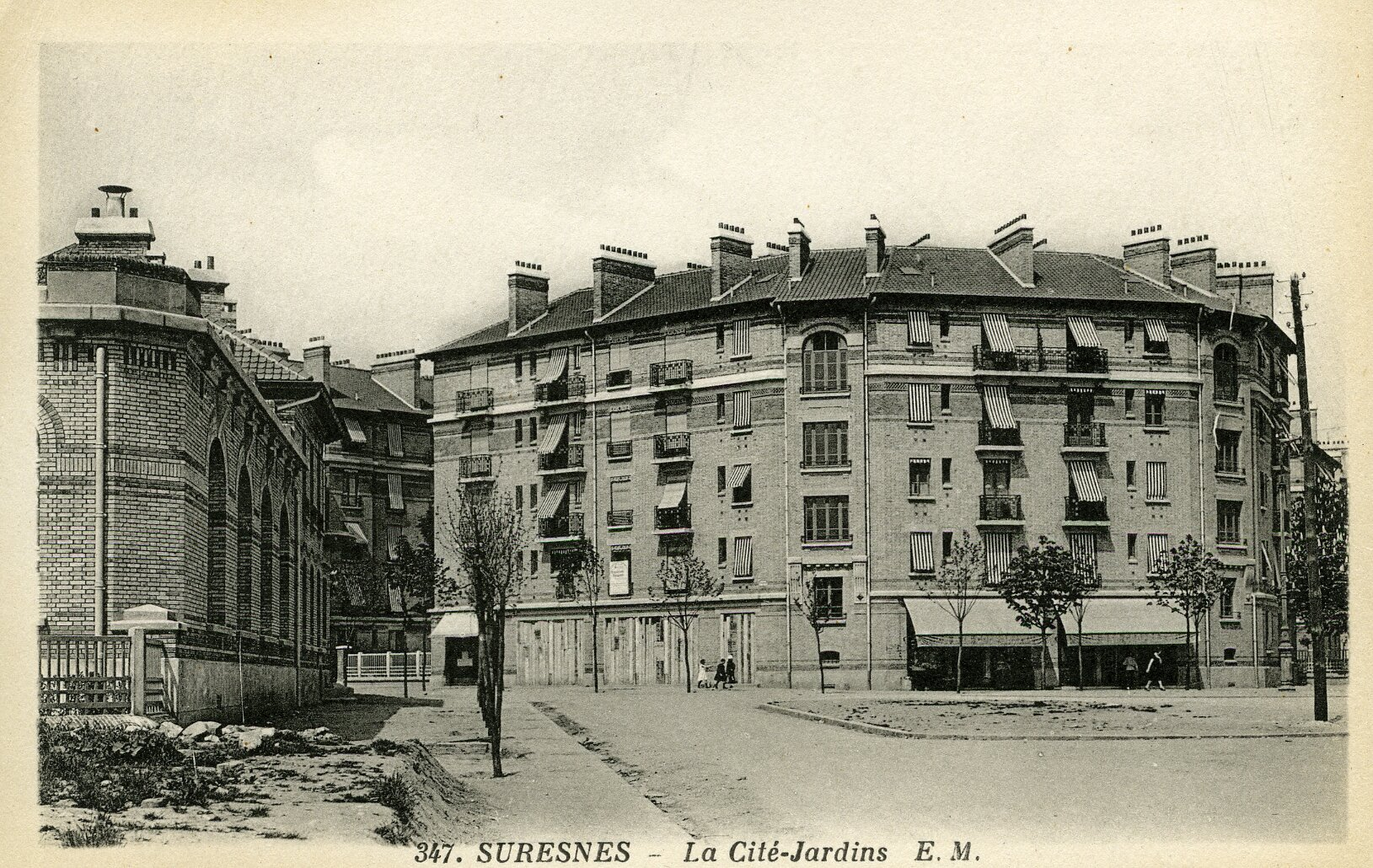
Immeubles de la cité-jardin de Suresnes.

## Hygiénisme sanitaire moderne et controverses
L'hygiénisme sanitaire est sujet à controverse, particulièrement sur la nature et la fréquence d'utilisation des produits sanitaires dans les sociétés modernes.
L'excès de propreté régnant au sein des logements due à l'utilisation des produits d'entretien (en) d'origine industrielle serait néfaste, là où des méthodes dites douces ou vertes (utilisation de vinaigre, bicarbonate, savon noir) peuvent être appliquées.
Il en va de même pour l’hygiène corporelle, selon une étude américaine, les produits d'hygiène de type non naturel contenant des pesticides (antifongiques et antibactériens) comme les déodorants et dentifrices à base de triclosan seraient une source de fragilité du système immunitaire et de perturbation du système endocrinien. Ces derniers pourraient générer plus d'effets délétères sur la flore bactérienne que de bénéfices. La théorie hygiéniste est ainsi contrebalancée par la notion de « saleté propre » du biologiste Marc-André Selosse qui considère qu'un certain degré de contamination est requis pour un bon développement et un bon fonctionnement du système immunitaire.
Au début des années 2000, divers mouvements apparaissent contre l'hygiénisme industrialisé. Le mouvement No Soap (Sans Savon, ou Savon Non) critique ainsi l'omniprésence des produits lavants, leur toxicité possible, leur coût, leur impact environnemental, et prône un lavage corporel à l'eau, en réservant les produits lavants à une pratique médicale.

## Théoriciens et opérationnels
- Antoine Lavoisier (1743-1794)[13]
- Claude-Philibert Barthelot de Rambuteau (1781-1869)
- Pierre Foissac (1801-1886)
- Georges Eugène Haussmann (1809-1891)
- Jean Noël Hallé (1754-1822)
- Louis René Villermé (1782-1863)
- Louis Pasteur (1822-1895)
- Rudolf Virchow (1821-1902)
- James Hobrecht (1825-1902)
- Eugène Poubelle (1831-1907)
- Henri Sellier (1883-1943)

## Dans la littérature
- Les Cinq Cents Millions de la Bégum (1879), de Jules Verne.